# نيو ريتشموند (أوهايو)
نيو ريتشموند، أوهايو

نيو ريتشموند (بالإنجليزية: New Richmond)‏ هي مدينة أمريكية تقع في ولاية أوهايو. تبلغ مساحة هذه المدينة 9.2 (كم²)،ويبلغ عدد سكانها 2219 نسمة حسب إحصاء سنة 2010 م 2219.تشير إحصاءات سنة 2000م بأن الكثافة السكانية في هذه المدينة تقدر بـ(248.9) نسمة/كم2 

## التركيبة السكانية
قام مكتب تعداد الولايات المتحدة بتحديد بيانات التركيبة السكانية لنيو ريتشموند في تعداد الولايات المتحدة. في ما يلي، التركيبة السكانية حسب تعدادي 2000 و2010.

### تعداد عام 2000
بلغ عدد سكان نيو ريتشموند 2,219 نسمة بحسب تعداد عام 2000، وبلغ عدد الأسر 788 أسرة وعدد العائلات 580 عائلة مقيمة في القرية. في حين سجلت الكثافة السكانية 644.6 نسمة لكل ميل مربع (248.9/كم2). وبلغ عدد الوحدات السكنية 888 وحدة بمتوسط كثافة قدره 258.0 نسمة لكل ميل مربع (99.6/كم2).
وتوزع التركيب العرقي للقرية بنسبة 96.26% من البيض و 0.14% من الأمريكيين الأصليين و 0.09% من الأمريكيين ذوي الأصول الآسيوية و 2.34% من الأمريكيين الأفارقة و 1.04% من عرقين مختلطين أو أكثر.
بلغ عدد الأسر 788 أسرة كانت نسبة 38.5% منها لديها أطفال تحت سن الثامنة عشر تعيش معهم، وبلغت نسبة الأزواج القاطنين مع بعضهم البعض 53.8% من أصل المجموع الكلي للأسر، ونسبة 13.1% من الأسر كان لديها معيلات من الإناث دون وجود شريك، وكانت نسبة 26.3% من غير العائلات. تألفت نسبة 21.3% من أصل جميع الأسر من أفراد ونسبة 6.9% كانوا يعيش معهم شخص وحيد يبلغ من العمر 65 عاماً فما فوق. وبلغ متوسط حجم الأسرة المعيشية 3.25، أما متوسط حجم العائلات فبلغ 2.79.
بلغ العمر الوسطي للسكان 33 عاماً. وكانت نسبة 29.6% من القاطنين تحت سن الثامنة عشر، وكانت نسبة 10.0% بين الثامنة عشر والأربعة وعشرون عاماً، ونسبة 28.9% كانت واقعةً في الفئة العمرية ما بين الخامسة والعشرون حتى والأربعة وأربعون عاماً، ونسبة 22.2% كانت ما بين الخامسة والأربعون حتى الرابعة والستون، ونسبة 9.3% كانت ضمن فئة الخامسة والستون عاماً فما فوق. يوجد لكل 100 أنثى 100.3 ذكر، ويوجد لكل 100 أنثى في الثامنة عشر من عمرها فما فوق 97.6 ذكر.
بلغ متوسط دخل الأسرة في القرية 40,000 دولار، أما متوسط دخل العائلة فبلغ 44,271 دولار. وكان متوسط دخل الذكور 34,318 دولار مقابل 24,792 دولار للإناث. وسجل دخل الفرد الخاص بالمدينة 16,744 دولار. وكانت نسبة 14.3% من العائلات ونسبة 17.7% من السكان تحت خط الفقر، وكان من هؤلاء نسبة 22.0% تحت سن الثامنة عشر ونسبة 21.4% في الخامسة والستين من العمر وما فوق.

### تعداد عام 2010
بلغ عدد سكان نيو ريتشموند 2,582 نسمة بحسب تعداد عام 2010، وبلغ عدد الأسر 980 أسرة وعدد العائلات 658 عائلة مقيمة في القرية. في حين سجلت الكثافة السكانية 757.2 نسمة لكل ميل مربع (292.4/كم2). وبلغ عدد الوحدات السكنية 1,133 وحدة بمتوسط كثافة قدره 332.3 لكل ميل مربع (128.3/كم2).
وتوزع التركيب العرقي للقرية بنسبة 95.6% من البيض و 0.2% من الأمريكيين الأصليين و 0.3% من الأمريكيين ذوي الأصول الآسيوية و 0.2% من سكان جزر المحيط الهادئ و 1.6% من الأمريكيين الأفارقة و 1.5% من عرقين مختلطين أو أكثر.
بلغ عدد الأسر 980 أسرة كانت نسبة 35.8% منها لديها أطفال تحت سن الثامنة عشر تعيش معهم، وبلغت نسبة الأزواج القاطنين مع بعضهم البعض 47.4% من أصل المجموع الكلي للأسر، ونسبة 13.8% من الأسر كان لديها معيلات من الإناث دون وجود شريك، بينما كانت نسبة 5.9% من الأسر لديها معيلون من الذكور دون وجود شريكة وكانت نسبة 32.9% من غير العائلات. تألفت نسبة 26.8% من أصل جميع الأسر من أفراد ونسبة 9.4% كانوا يعيش معهم شخص وحيد يبلغ من العمر 65 عاماً فما فوق. وبلغ متوسط حجم الأسرة المعيشية 3.16، أما متوسط حجم العائلات فبلغ 2.63.
بلغ العمر الوسطي للسكان 36.7 عاماً. وكانت نسبة 28.4% من القاطنين تحت سن الثامنة عشر، وكانت نسبة 6.6% بين الثامنة عشر والأربعة وعشرون عاماً، ونسبة 25.9% كانت واقعةً في الفئة العمرية ما بين الخامسة والعشرون حتى والأربعة وأربعون عاماً، ونسبة 28.4% كانت ما بين الخامسة والأربعون حتى الرابعة والستون، ونسبة 10.7% كانت ضمن فئة الخامسة والستون عاماً فما فوق. وتوزع التركيب الجنسي للسكان بنسبة 50.1% ذكور و49.9% إناث.